# Науру на Олимпијским играма
Науру је први пут самостално учествовао на Летњим олимпијским играма, одржаним у Атланти 1996. Представници Науруа никада нису учествовали на Зимским олимпијским играма и до 2012. нису освојили ниједну олимпијску медаљу.
Олимпијски покрет у Науру је почео у раним 1990-има. Олимпијски одбор основан је 1991. и разговори са МОКом м покренути су исте године. У мају 1994. Науруова молба за пријем је представљена МОКу, а у септембру 1994. је промљен у чланство, са правом учешћа на Летњим олимпијским играма 1996.
Национални комитет Науру је основан 2004. године, а у чланство Међународног олимпијског комитета примљен је 2007.
Интересантно је напоменути да су се на свим Летњим олимпијским играма од 1996. до 2008. спортисти Науруа такмичили само у једном спорту, дизању тегова.

## Медаље

### Учешће и освојене медаље на ЛОИ
| Учешће и освојене медаље Науруа на ЛОИ |                     |        |      |      |        |       |        |        |        |         |
| ЛОИ                                    | Носилац заставе     | Учешће | Муш. | Жене | сопрт. | Злато | Сребро | Бронза | Укупно | Пласман |
| 1996. Атланта                          | Маркус Стивен       | 3      | 3    | 0    | 1      | 0     | 0      | 0      | 0      | -       |
| 2000. Сиднеј                           | Маркус Стивен       | 2      | 1    | 1    | 1      | 0     | 0      | 0      | 0      | -       |
| 2004. Атина                            | Yukio Peter         | 3      | 2    | 1    | 1      | 0     | 0      | 0      | 0      | -       |
| 2008. Пекинг                           | Ите Детенамо        | 1      | 1    | 0    | 1      | 0     | 0      | 0      | 0      | -       |
| 2012. Лондон                           | Ите Детенамо        | 2      | 2    | 0    | 2      | 0     | 0      | 0      | 0      | -       |
| 2016. Рио се Жанеиро                   | Елсон Бречтефелд    | 2      | 2    | 0    | 2      | 0     | 0      | 0      | 0      | -       |
| 2020. Токио                            |                     |        |      |      |        |       |        |        |        |         |
| 2024. Париз                            |                     |        |      |      |        |       |        |        |        |         |
| 2028. Лос Анђелес                      | предстојећи догађај |        |      |      |        |       |        |        |        |         |
| 2032. Бризбејн                         | предстојећи догађај |        |      |      |        |       |        |        |        |         |
| Укупно (6)                             |                     | 13     | 11   | 2    |        | 0     | 0      | 0      | 0      |         |

### Преглед учешћа спортиста Науруа по спортовима на ЛОИ
| Спорт         | Период | Период   | Укупно | Мушкарци | Жене |   |   |   |   |
| Спорт         | Прво   | Последње | Укупно | Мушкарци | Жене |   |   |   |   |
| ------------- | ------ | -------- | ------ | -------- | ---- | - | - | - | - |
| Дизање тегова | 1996   | 2016     | 8      | 6        | 2    | 0 | 0 | 0 | 0 |
| Џудо          | 2012   | 2016     | 2      | 1        | 1    | 0 | 0 | 0 | 0 |
| Укупно (2)    |        |          | 10     | 7        | 3    | 0 | 0 | 0 | 0 |

Разлика у горње две табеле у броју учесника (3), мушкараца настала је у овој табели јер је сваки спотиста без обриза колико је пута учествовао на играма и у колико разних спортова рачунат само једном

## Занимљивости
- Најмлађи учесник: Квинси Детенамо, 17 година и 139 дана Атланта 1996. дизање тегова
- Најстарији учесник: Маркус Стивен, 30 година и 252 дана Сиднеј 2000. дизање тегова
- Највише учешћа: 3 Ите Детенамо (2004, 2008 и 2012)
- Највише медаља: —
- Прва медаља: —
- Прво злато: —
- Најбољи пласман на ЛОИ: —
- Најбољи пласман на ЗОИ: —